# Самарска митрополија
Самарска митрополија (рус. Самарская митрополия) митрополија је Руске православне цркве.
Образована је одлуком Светог синода од 15. марта 2012, а налази се у оквиру граница Самарске области. У њеном саставу се налазе четири епархије: Самарска, Кињељска, Отрадњенска, Сизранска и Тољјатинска.